# Alejandro Bedoya
Alejandro Bedoya (* 29. April 1987 in Englewood, New Jersey) ist ein US-amerikanischer Fußballspieler. Seine Profikarriere bestritt der Mittelfeldspieler, der 2010 in der Nationalmannschaft seines Heimatlandes debütierte, bisher in Schweden, Schottland, Frankreich und seit Sommer 2016 beim Philadelphia Union in den USA.

## Familie und Kindheit
Der in New Jersey geborene Mittelfeldspieler wuchs in Miami auf. Sein Vater, Adriano Bedoya, spielte in Südkorea und Kolumbien als Profi Fußball, wie auch sein Großvater Fabio. Beide Eltern stammen aus Kolumbien. 2005 machte Bedoya seinen Abschluss an der St. Thomas Aquinas High School in Fort Lauderdale.

## Werdegang

### Anfänge
Im Jahr seines Abschlusses gewann er mit der Highschoolmannschaft die 5A Florida State Championship und wurde zum besten Spieler des Jahres gewählt. In seiner Collegezeit spielte er für die Auswahlmannschaft von Boston College und der Fairleigh Dickinson University. Bei beiden Mannschaften war er für die Hermann Trophy nominiert.

### Erste Jahre in Europa
Da viele College-Fußballer über den MLS SuperDraft eine Profikarriere anstrebten, entschied Bedoya sich ins Ausland zu wechseln. Ende 2008 unterschrieb er in Europa einen Vertrag bei dem schwedischen Erstligisten Örebro SK und wechselte am 7. Januar 2009 zu dem Verein. Sein erstes Spiel in der Allsvenskan machte er am 6. April 2009 als Einwechselspieler für Nordin Gerzić. In der folgenden Zeit entwickelte er sich unter Trainer Sixten Boström immer weiter und wurde Stammspieler im linken Mittelfeld. Mit der Mannschaft um Samuel Wowoah, Magnus Kihlberg, Patrik Anttonen und Michael Almebäck überraschte er in der Spielzeit 2010 als Tabellendritter.

### Wechsel nach Schottland und Rückkehr nach Schweden
Im August 2011 wechselte Bedoya zu den Glasgow Rangers. Bei seinem neuen Klub kam er jedoch nur sporadisch zum Einsatz. In seinen zwölf Saisoneinsätzen stand er fünfmal in der Startformation. Nach dem Zwangsabstieg des schottischen Klubs in die Viertklassigkeit kehrte Bedoya im August 2012 nach Schweden zurück und schloss sich dem amtierenden Doublesieger Helsingborgs IF an. Für die Südschweden kam Bedoya zu 12 Einsätzen im Punktspielbetrieb. Ferner spielte er mit besagtem Klub auch in der Europa League. In der Gruppenphase spielte Bedoya mit Helsingborgs IF gegen UD Levante, Twente Enschede und Hannover 96. Bedoya kam in allen sechs Spielen zum Einsatz und erzielte bei der 2:3-Niederlage gegen Hannover 96 und gegen Twente Enschede beim überraschenden 3:1-Sieg ein Tor.

### Wechsel zum FC Nantes
Im Sommer 2013 wechselte er zum französischen Erstligisten und Aufsteiger FC Nantes. Bedoya kam für den Klub aus Pays de la Loire zu 32 Einsätzen und erzielte sechs Tore. Mit Nantes belegte er zwischenzeitlich den fünften Platz. Dabei ließ der FC Nantes etliche Favoriten hinter sich. Am Ende der Spielzeit sprang der 13. Tabellenplatz raus.

### Nationalmannschaft
Alejandro Bedoya nahm mit der U23-Nationalmannschaft der USA an dem Vorbereitungsprogramm für die Olympischen Spiele 2008 in Peking teil, fuhr aber nicht mit nach China.
Am 22. Dezember 2009 wurde er zum ersten Mal für ein Trainingscamp der Nationalmannschaft der USA nominiert. Am 23. Januar 2010 gab Bedoya sein Länderspiel-Debüt gegen Honduras. Er wurde in der 61. Minute eingewechselt und erhielt anschließend gute Kritiken für sein Spiel.
Bedoya stand im vorläufigen Kader für die Fußball-Weltmeisterschaft 2010, wurde aber nicht in das endgültige Team übernommen.